# Ernst Knippel

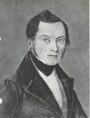
Porträt von Ernst Wilhelm Knippel

Ernst Wilhelm Knippel (* 24. April 1811 in Steinseiffen, Landkreis Hirschberg; † 26. April 1900 in Schmiedeberg, Landkreis Hirschberg) war ein deutscher Zeichner, Grafiker, Illustrator, Kupferstecher und Verleger. Zu seinen Arbeiten gehörten besonders Kupferstiche schlesischer Landschaften.

## Leben und Wirken
Ernst Knippel wurde 1811 als Sohn eines Bäckers geboren und hatte einen Bruder namens Carl Gottfried. Nach dem Tod des Vaters im Jahr 1827 zog Knippel nach Schmiedeberg. Von 1827 bis 1832 lernte er bei dem Zeichner und Kupferstecher Friedrich August Tittel (1770–1836). 1839 heiratete Knippel Augusta Heidrich Tschirnhaus. 1840 wurde Knippel Besitzer eines 1810 gegründeten Verlages, den er von Tittels Erben durch Kauf übernahm. Carl Julius Rieden wurde sein Geschäftspartner. Der Verlag Rieden & Knippel veröffentlichte u. a. Lithografien. Dabei entstanden auch etwa 80 Lithografien oberschlesischer Industriestätten. Knippel stellte das erste Panorama des damaligen Dorfes und der heutigen Großstadt Kattowitz her. Nach dem Tod von Rieden im Jahr 1858 leitete Knippel den Verlag alleine. In den 1870er und 1880er Jahren produzierte der Verlag auch Postkarten.
Noch zu Lebzeiten wurde Ernst Knippel zum Ehrenbürger der Stadt Schmiedeberg ernannt. Knippel verstarb 1900 in Schmiedeberg. Sein Grabmal hat sich nicht erhalten. Den Verlag übernahm sein Sohn Ludwig Knippel, dem 1908 der Lithograf W. Müller folgte.

## Werke (Auswahl)

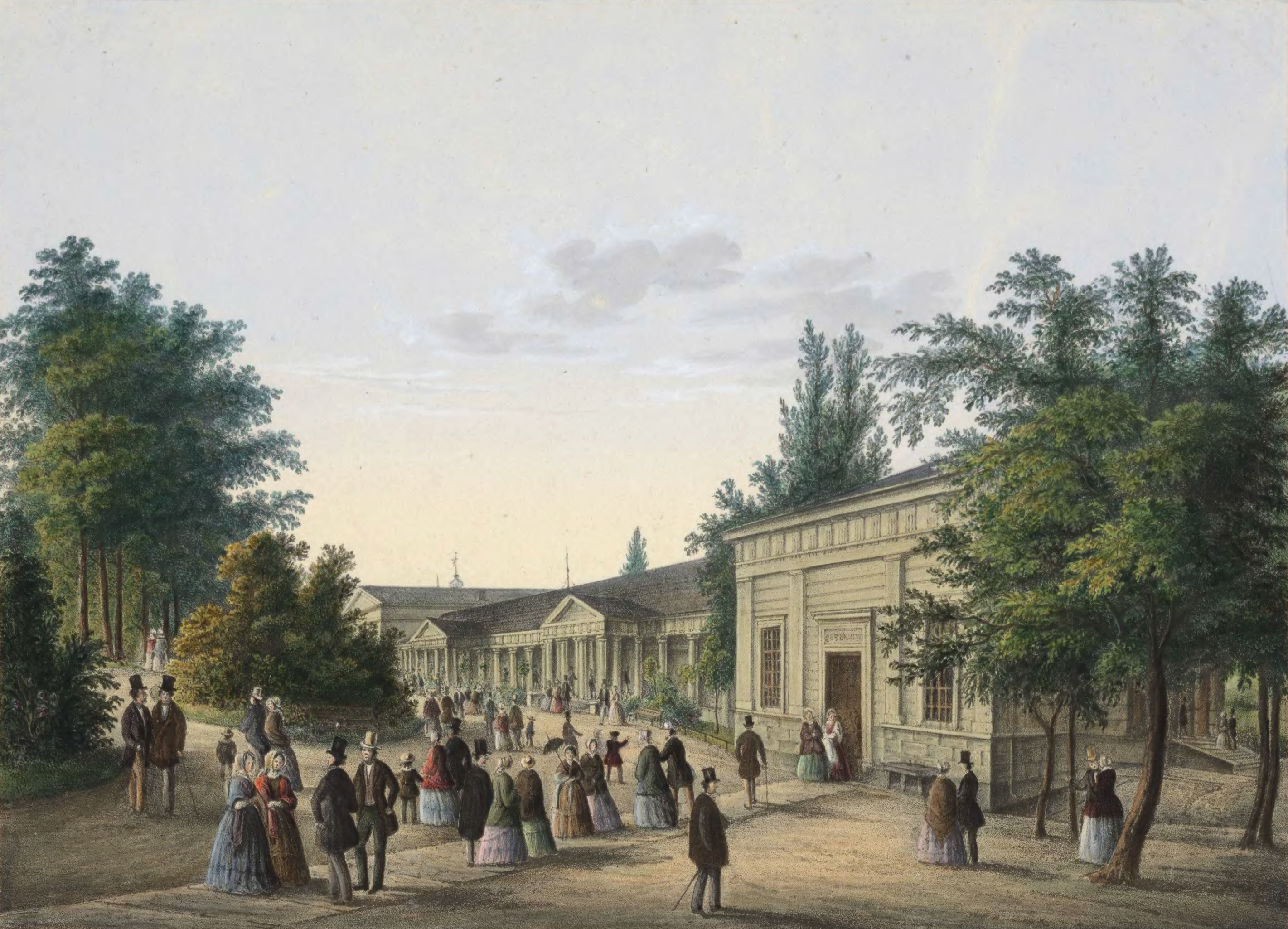
Bad Salzbrunn
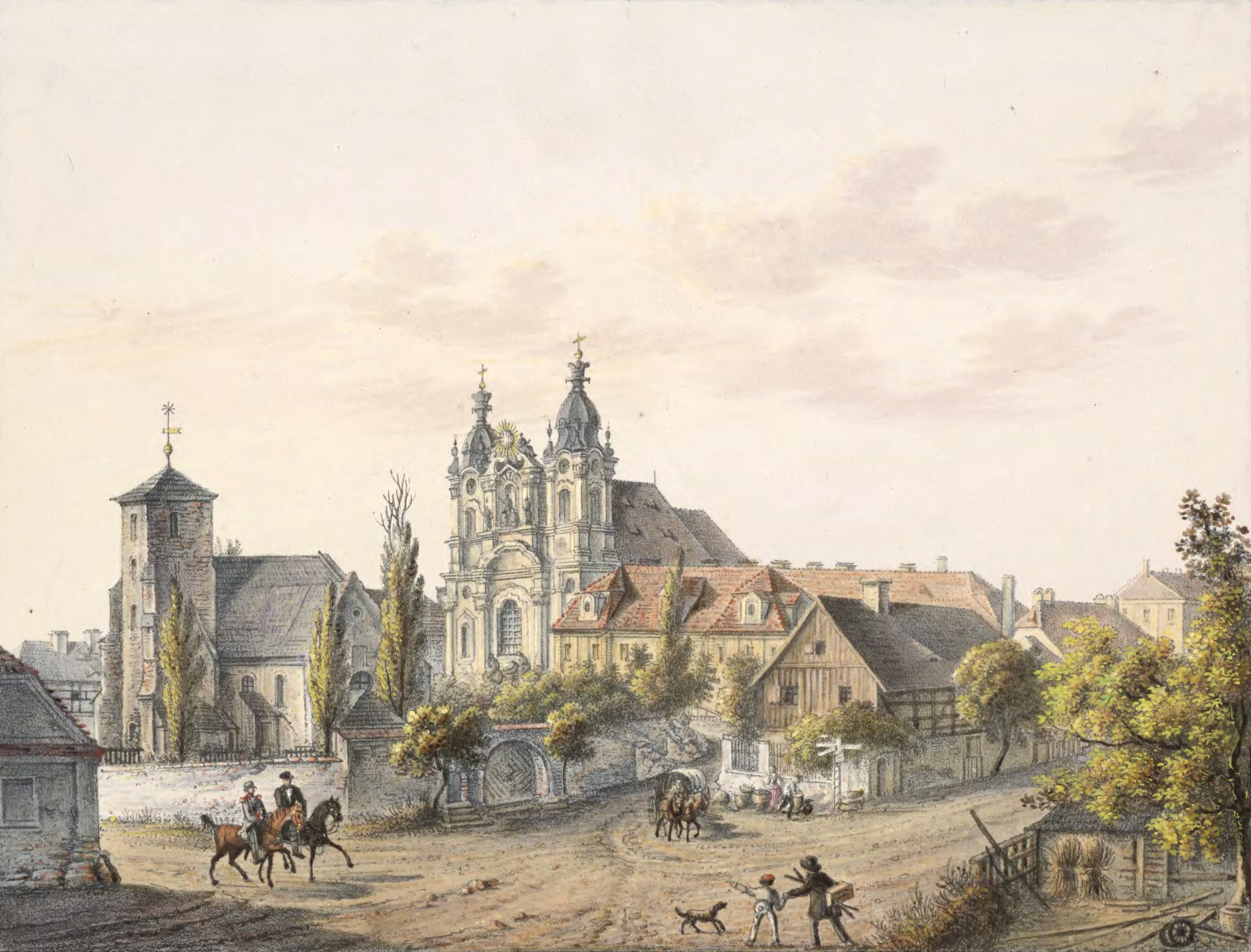
Wahlstatt
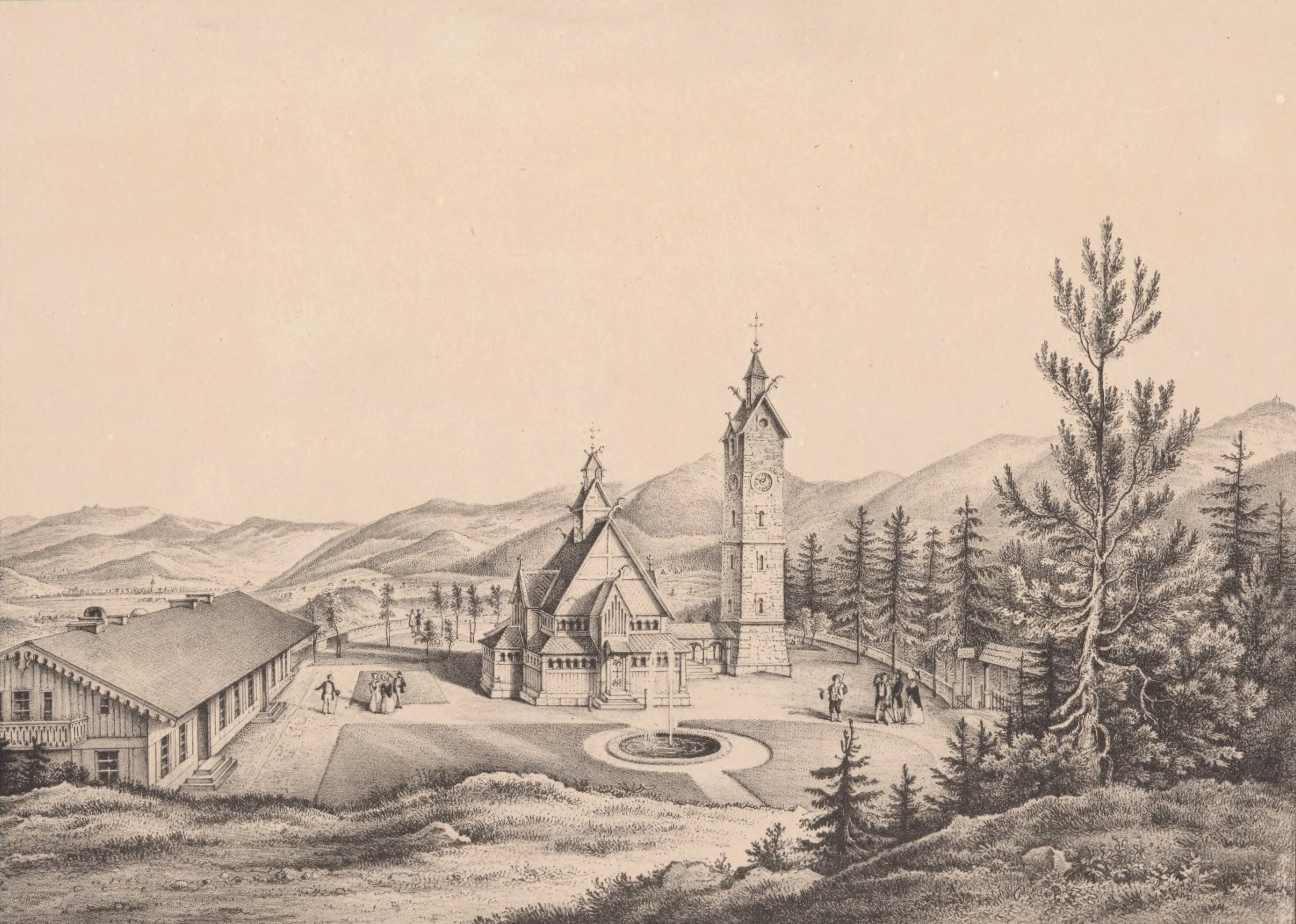
Stabkirche Wang in Brückenberg
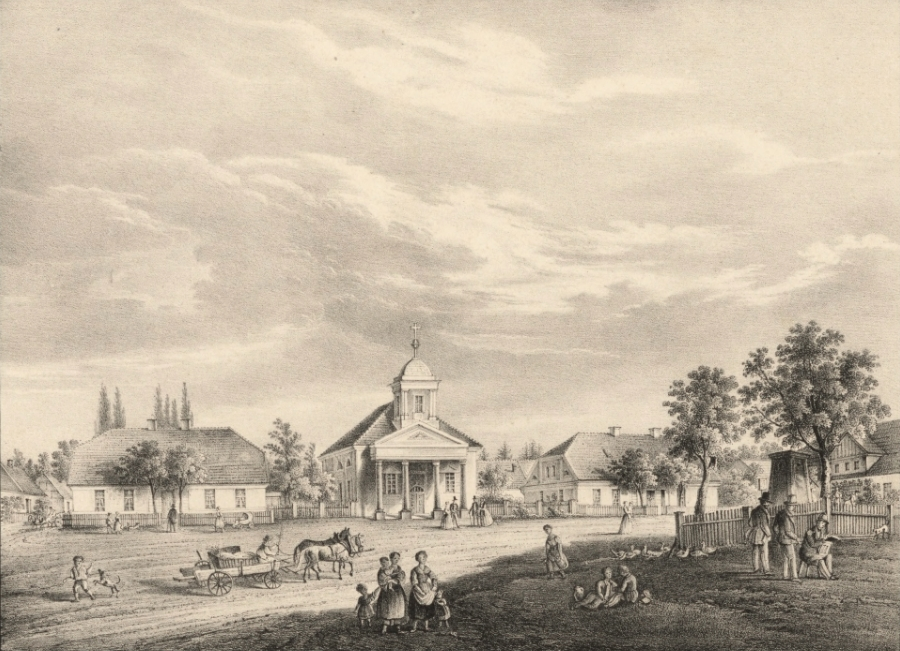
Jacobswalde